# خانه‌های بریم شماره ۲۳۱
خانه‌های بریم شماره ۲۳۱ مربوط به دوره پهلوی دوم است و در آبادان، منطقه مسکونی بریم، پلاک ۲۳۱ واقع شده و این اثر در تاریخ ۳۰ بهمن ۱۳۸۶ با شمارهٔ ثبت ۲۱۲۱۷ به‌عنوان یکی از آثار ملی ایران به ثبت رسیده است.